# Zabierzów Bocheński
Zabierzów Bocheński – wieś w Polsce, położona w województwie małopolskim, w powiecie wielickim, w gminie Niepołomice, nad brzegami Wisły, ok. 30 km na wschód od Krakowa.
W latach 1975–1998 wieś administracyjnie należała do województwa krakowskiego.
Wieś biskupstwa krakowskiego w powiecie proszowickim w województwie krakowskim w końcu XVI wieku.  W latach 1973–1976 wieś była siedzibą gminy Zabierzów Bocheński.
W miejscowości znajduje się przedszkole, szkoła podstawowa z zapleczem sportowo-rekreacyjnym (sale gimnastyczne, plac zabaw, bieżnia, boiska do piłki nożnej, siatkówki, koszykówki), dom kultury, kościół parafialny, a także ośrodek zdrowia, apteka, poczta, salony fryzjerskie, sklepy oraz biblioteka. Ponadto swoją działalność prowadzi tutaj wiele organizacji i stowarzyszeń, m.in. Ochotnicza Straż Pożarna, Klub Sportowy „Dąb” Zabierzów Bocheński oraz koło gospodyń wiejskich.

## Integralne części wsi
| SIMC    | Nazwa    | Rodzaj     |
| ------- | -------- | ---------- |
| 0329310 | Borek    | część wsi  |
| 0329326 | Chysne   | część wsi  |
| 0329378 | Łaźnia   | przysiółek |
| 0329332 | Łąki     | część wsi  |
| 0329349 | Sołtysie | część wsi  |
| 0329355 | Ulesie   | część wsi  |
| 0329361 | Zaborcze | część wsi  |

## Historia
Pierwsza wzmianka o Zabierzowie Bocheńskim pochodzi z 1337 roku. Bez wymieniania nazwy, biskup krakowski Jan Grot, właściciel tego terenu, nadał Piotrowi Zaja dąbrowę, między wsią Wola Zabierzowska, Wolą Prokopną (Batorską) w celu osadzenia tu nowej wsi. W 1347 roku wieś została lokowana na niemieckim prawie średzkim (dalej nie wymieniając nazwy wsi). Nazwy użyto dopiero w 1398 roku – podano informację, że wieś Zabierzów Bocheński wchodzi w skład dóbr biskupich w kluczu Wawrzeńczyckim. W XV w. północną część wsi posiadali przedstawiciele rycerskiego rodu Boturzyńskich (Boturzyn położony w południowej części dzisiejszych Złotnik, wieś w późniejszych czasach zanikła). W 1468 roku bracia Boturzyńscy podzielili się majątkiem. Stanisław otrzymał, między innymi las „Koło” oraz Jezioro Nieciecza wraz z wyspami. Poza lasem, jeziorem i wyspami w tej części Zabierzowa Bocheńskiego istniał również folwark o nazwie „Łaźnia” (wspomniał o nim Jan Długosz). Podzielony on został na dwa przysiółki – pierwszy należy do Zabierzowa Bocheńskiego, a drugi do Złotnik. Wcześniej obie części leżały na terenie Zabierzowa Bocheńskiego i dopiero w XVIII w. zostały rozdzielone przez nowe koryto Wisły. Innym przysiółkiem, pochodzącym według legendy z tego okresu, jest „Hysne”. Legenda mówi, że osadzono tu jeńców tatarskich. Istniała tam potem leśniczówka o nazwie „Hysne”. Dawniej mieszkał w niej łowczy królewski – jego zadaniem była hodowla psów myśliwskich (dlatego też miejsce to nazywane jest także „Psiarskie”). W 1521 roku król Zygmunt I Stary zakupił od Floriana Boturzyńskiego jego posiadłości położone po prawej strony Wisły, w tym również „Łaźnię”. Sąsiedztwo dóbr biskupich i królewskich było powodem zatargów, między ich właścicielami. Do I Rozbioru Polski w 1772 roku biskupi i królowie posiadali swoje części dóbr w Zabierzowie Bocheńskim. Dopiero w 1773 roku Austriacy przejęli na rzecz skarbu państwa część królewską, a 9 lat później część biskupią na fundusz religijny. Niedługo jednak po tym oba majątki włączono do wspólnej administracji dóbr dominialnych w Niepołomicach. W 1939 roku dokonano parcelacji dawnego majątku funduszowego.
Osobą związaną z Zabierzowem Bocheńskim był działacz NSZZ „Solidarność” – Tadeusz Frąś, zamordowany prawdopodobnie przez SB, 7 września 1983 r. Dedykowaną mu tablicę pamiątkową na frontonie szkoły podstawowej w Zabierzowie Bocheńskim odsłonięto 7 września 2023 r.

## Kościół parafialny

### Rys historyczny
Obecna parafia w Zabierzowie Bocheńskim została wydzielona z istniejącej od 1223 roku parafii pw. św. Marii Magdaleny w Wawrzeńczycach. W roku 1742 staraniem świątobliwego proboszcza w Wawrzeńczycach, księdza Stanisława Cetnarskiego, w najdalej na południe wysuniętym przysiółku („Ulesie”) parafii wybudowano sosnowy kościół. Konsekrował go ks. kardynał Aleksander Lipski. Miał on ułatwić ludności mieszkającej na południe od Wisły spełnianie praktyk religijnych, także przez zamieszkanie księdza przy nowo wybudowanym kościele. Dotąd nie tylko znaczna odległość, ale także częste wylewy nieuregulowanej Wisły stanowiły poważne utrudnienia dla wiernych w dostępie do parafialnego kościoła w Wawrzeńczycach. Na skutek I rozbioru Polski w 1772 roku teren Parafii Wawrzeńczyce na południe od Wisły znalazł się pod zaborem austriackim. W roku 1780 erygowano parafię w Zabierzowie Bocheńskim. W latach 1783–1805 i 1821–1886 parafia należała do diecezji tarnowskiej. Pierwszym proboszczem został ks. Jan Słomski. Niejednoznaczne motywy zdecydowały pod koniec XIX w. o budowie nowej, murowanej, obecnie istniejącej świątyni. W tym czasie proboszczem został ks. Klemens Radwański, wcześniej wicerektor Seminarium Duchownego w Tarnowie. 23 czerwca 1888 roku miała miejsce konsekracja nowej świątyni. Dokonał jej biskup krakowski Albin Dunajewski, późniejszy kardynał. Ciekawie przedstawia się spis ludności zamieszkujący teren zabierzowskiej parafii z września 1901 roku. Parafię zamieszkiwało 4006 osób w tym 71 żydów i 4 grekokatolików. Obecnie w skład parafii wchodzą trzy wsie: Zabierzów Bocheński, Wola Zabierzowska i Chobot.
W połowie lat 80. XX w. do parafii w Zabierzowie Bocheńskim został skierowany na swoją pierwszą posługę kapłańską ks. Tadeusz Isakowicz-Zaleski.

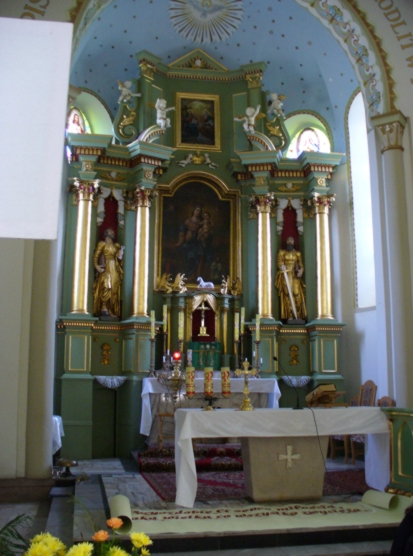
Wnętrze kościoła w Zabierzowie Bocheńskim

### Wygląd kościoła
Kościół wybudowano w latach 1878–1881, murowany z cegły, na planie krzyża rzymskiego, kryty czerwoną dachówką. W ołtarzu głównym Matka Boża z Dzieciątkiem z początku XVII w.  W kaplicy południowej ołtarz z obrazem Pana Jezusa Miłosiernego z roku 1989. W kaplicy północnej figura Pana Jezusa ukrzyżowanego wykonana w 2001 roku, wkomponowana w odratowane i odnowione elementy starego ołtarza z nawy głównej. Obraz Matki Bożej Częstochowskiej pochodzi z końca XIX w. Stacje drogi krzyżowej, malowane na płótnie z roku 1995.